# 科尔尼利亚

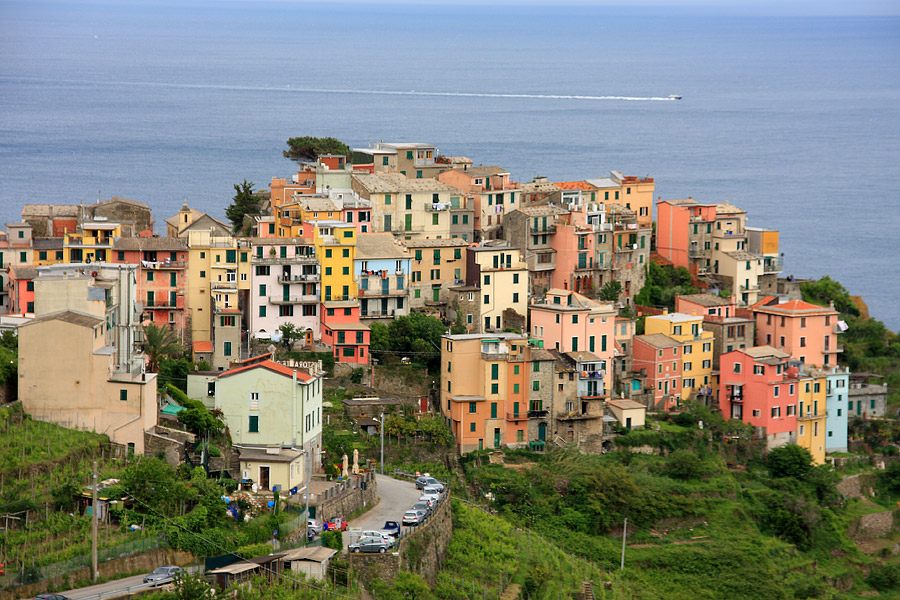

科尔尼利亚 (義大利語：Corniglia）是意大利北部利古里亚大区拉斯佩齐亚省韦尔纳扎的一个村庄，人口约150（2016年）。与五渔村的其他地方不同，科尔尼利亚并不直接濒临大海。相反，它位于约100米高的岬角顶部，三面环绕着葡萄园和梯田。另有一面是海边陡峭的悬崖。要进村必须攀登382级的长长的阶梯。
村庄沿着主干道菲斯基路延伸，房屋的一边朝这条路，另一边朝大海。科尔尼利亚的特点是狭窄的道路，和一个露台。在此可以看到五渔村的其他四个村庄，两个在一边，两个在另一边。
在乔万尼·薄伽丘的一部著名的小说《十日談》和珍妮弗·伊根的小说 The Invisible Circus 中都提到了科尔尼利亚。

## 历史
村庄的起源可以追溯到古罗马时代，其名称来自当时拥有土地的科尔内利亚家族。在中世纪，它归属拉瓦尼亚伯爵，卡佩纳和卢尼的领主。1254年，教宗依諾增爵四世将其给了尼科利·菲斯基，他一直持有到1276年，当时该村被热那亚共和国收购。 

## 主要景点
1276-77年的一份文献已提到存在一个城堡。然而，并未发现城堡的遗址，城堡的地点也不得而知。科尔尼利亚唯一的遗迹是位于海边悬崖上的热那亚防御工事，可追溯到1556年。

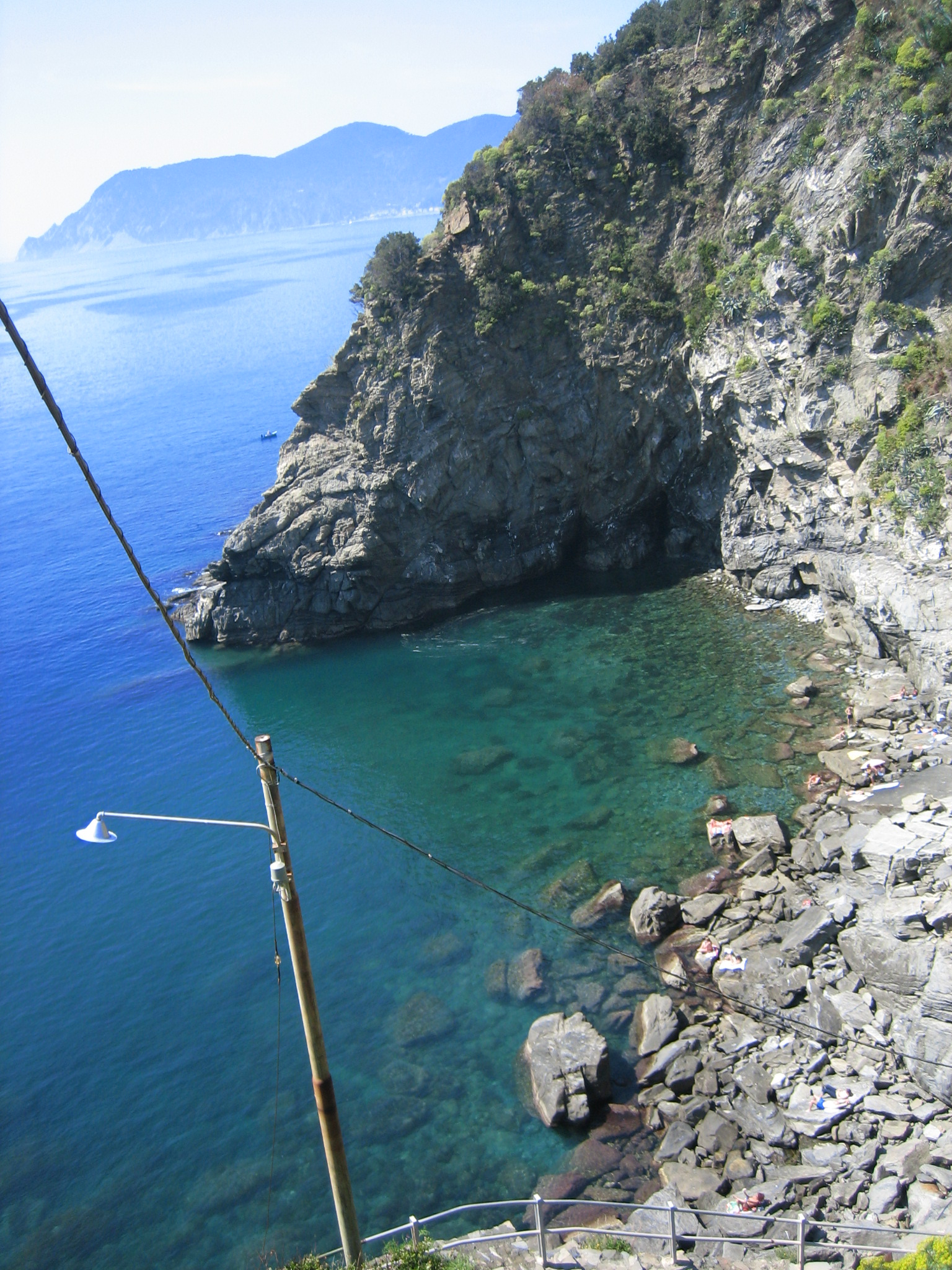
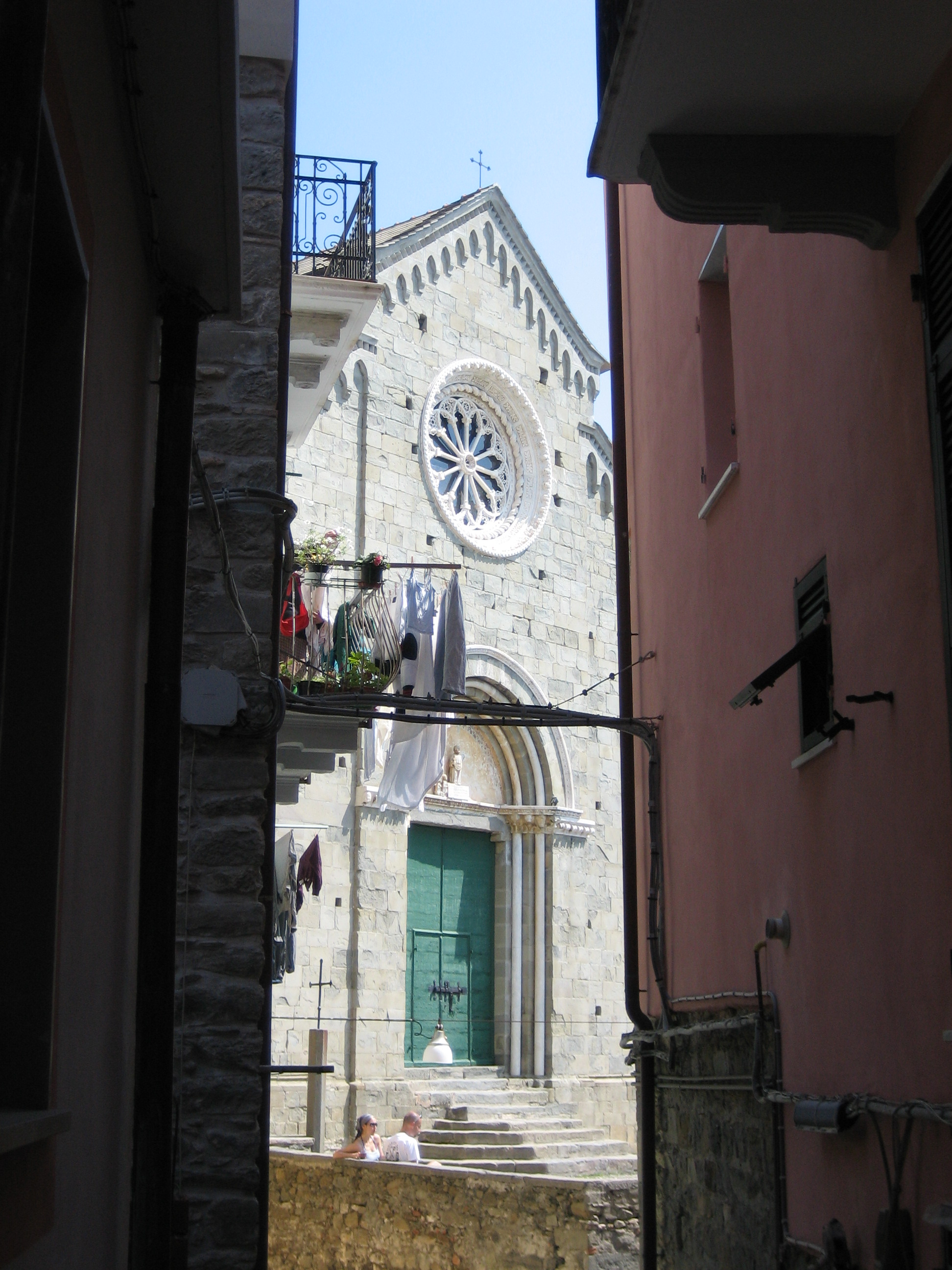
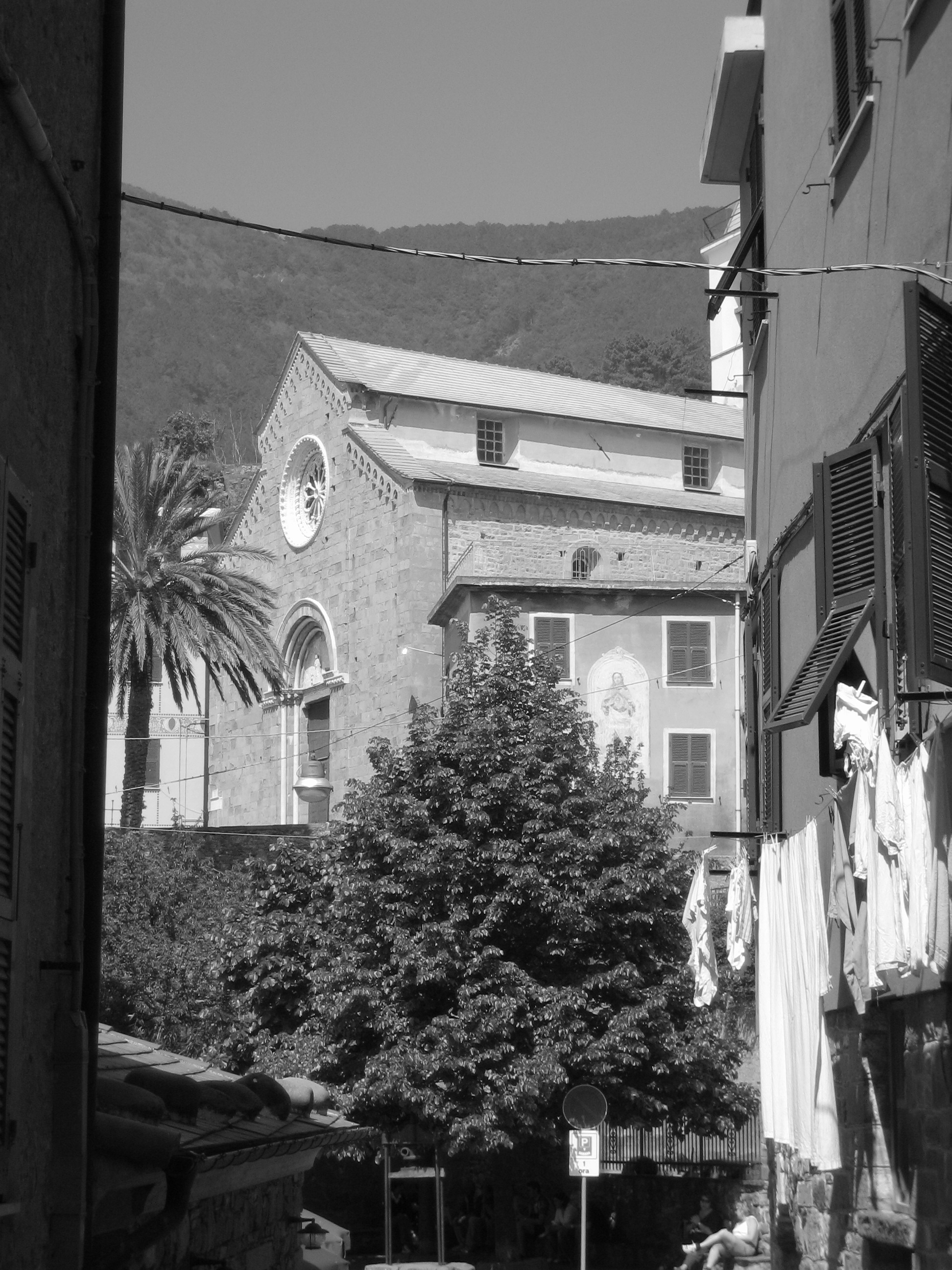
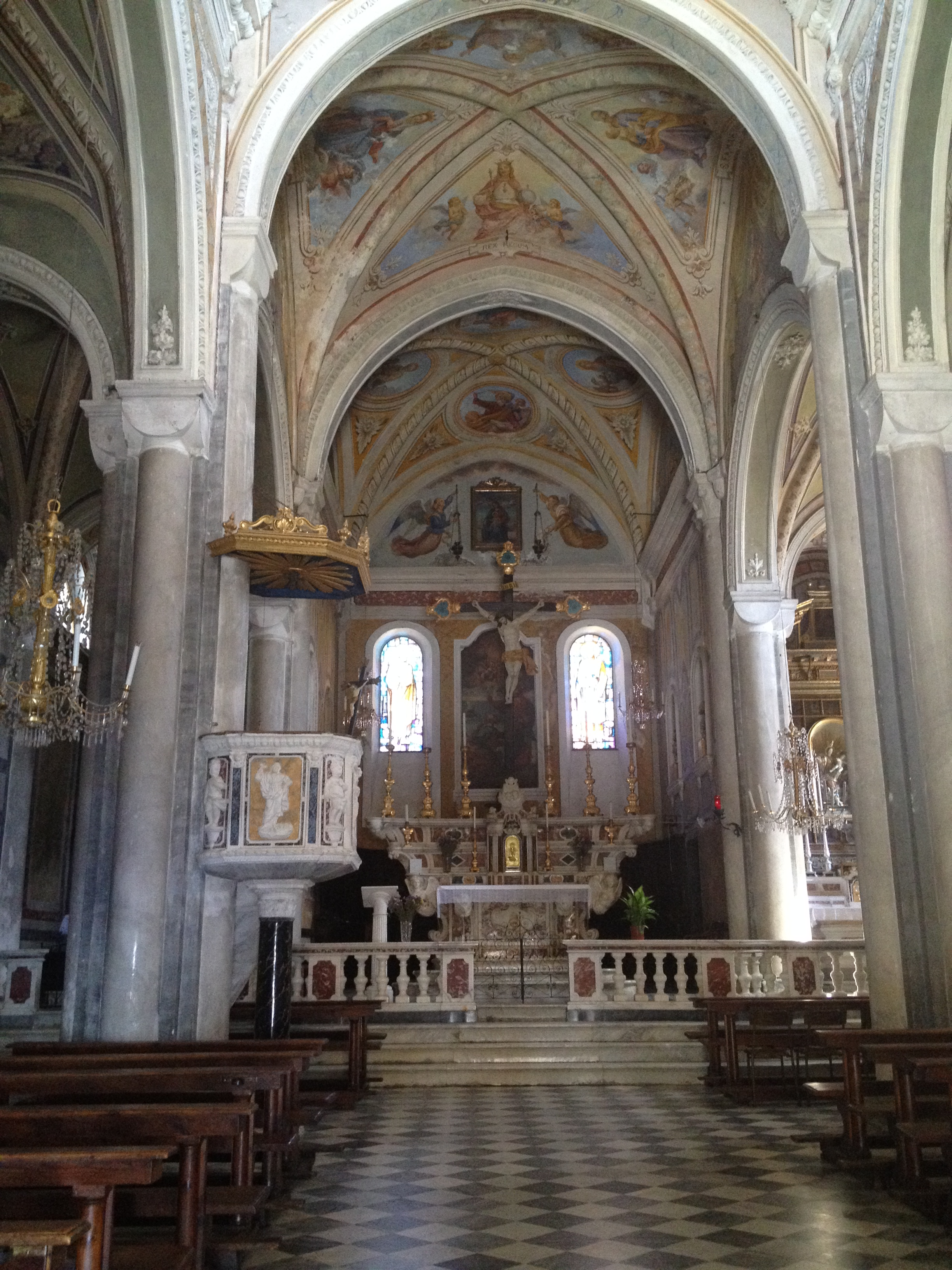
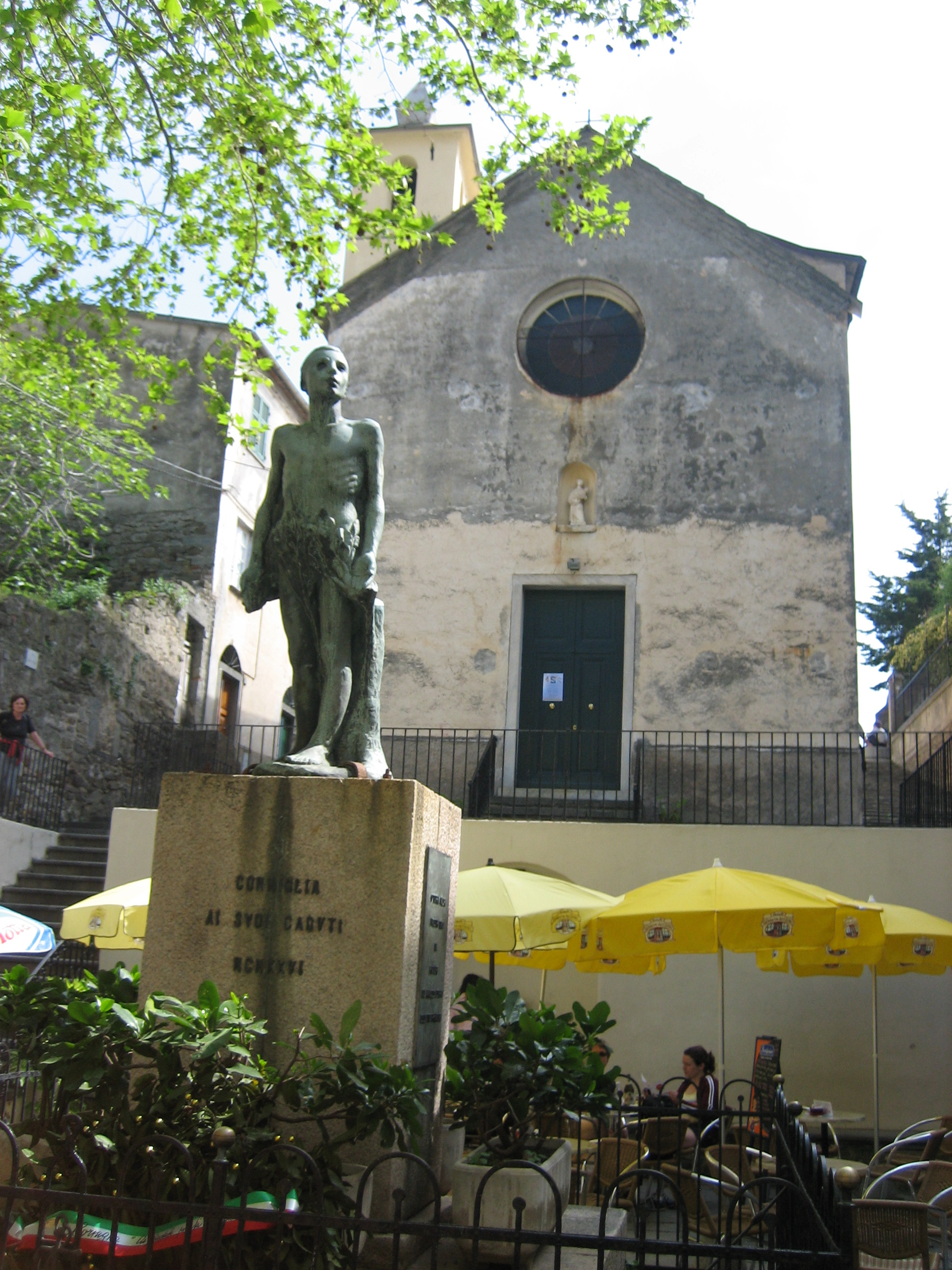
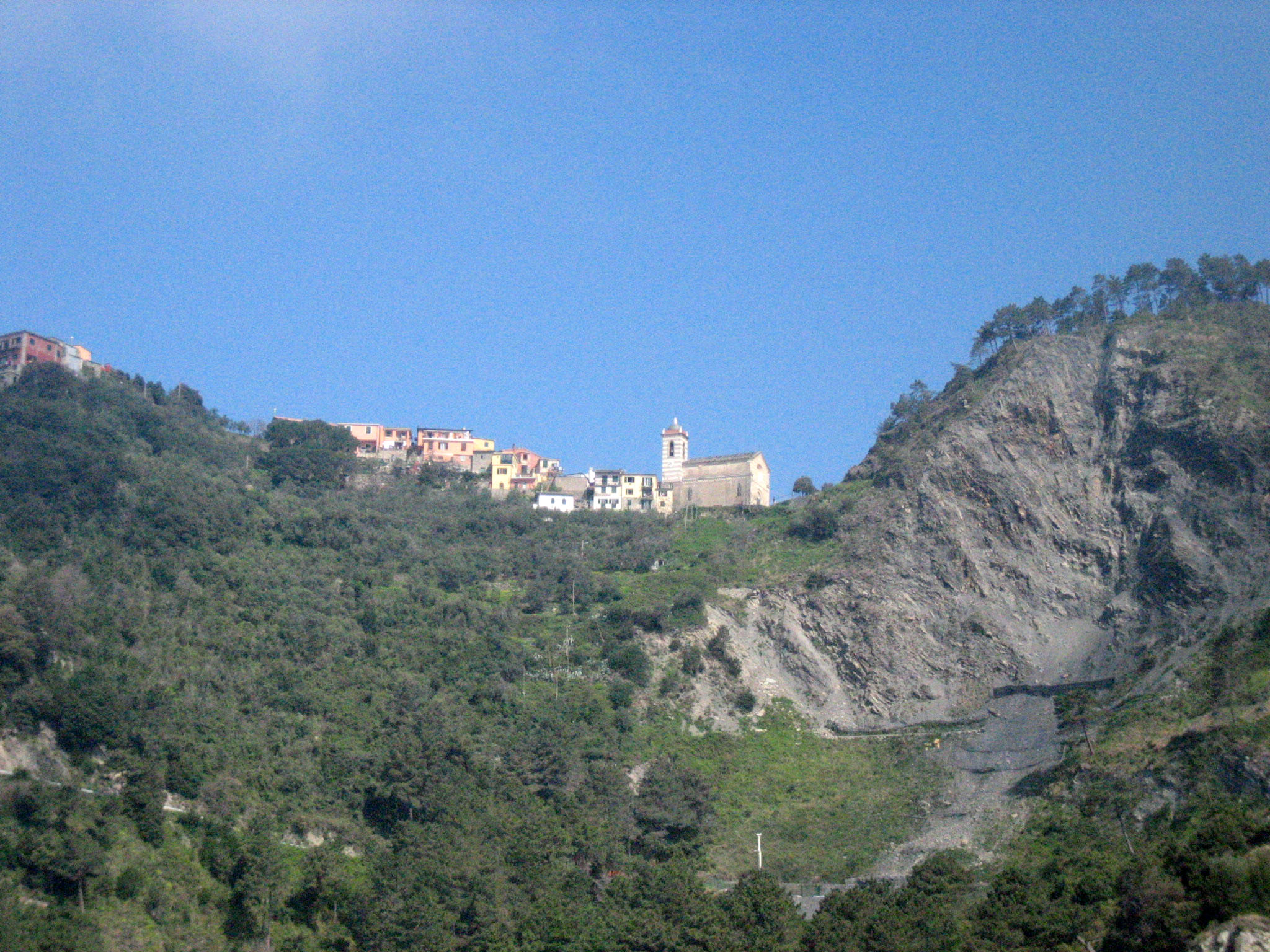
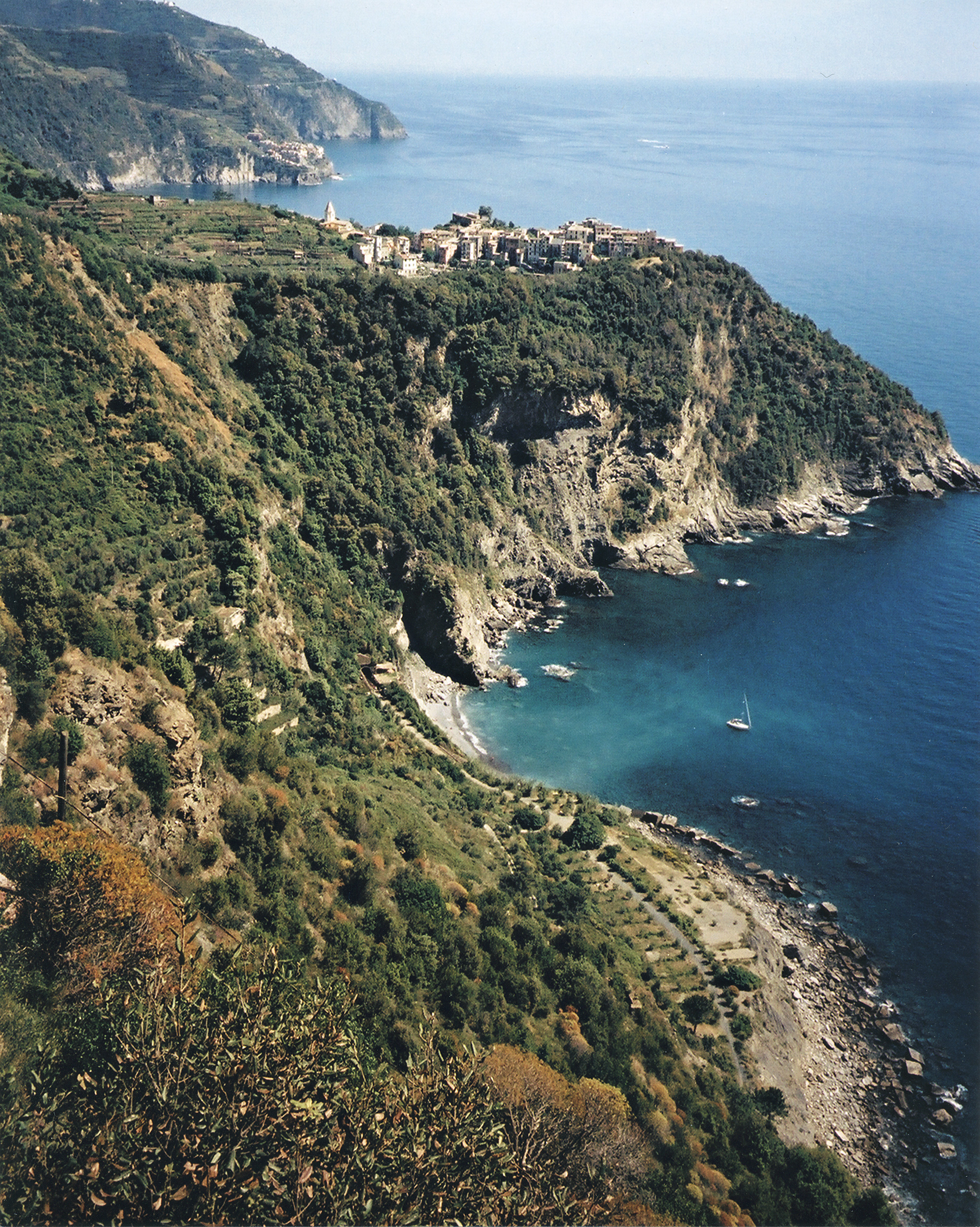